# Estádio Manuel Marques
O Estádio Manuel Marques foi inaugurado em 1925 depois de 8 anos de difíceis negociações por parte dos dirigentes do clube. Situa-se em Torres Vedras e é composto por um campo principal um campo de treinos, ambos com relvado natural. 
O campo de jogos do SC União Torreense já teve capacidade para 12 000 espectadores em pé distribuídas por três bancadas descobertas sendo uma delas (topo sul) atribuída aos sócios e uma bancada coberta (lateral oeste) na qual está integrada a tribuna presidencial e a cabine de imprensa.
Contudo, a capacidade foi reduzida para 2 431 lugares sentados, com a bancada poente (coberta) e sul para os adeptos da casa e a bancada norte para os visitantes, aquando do fim das zonas de assistência em pé para colocação de cadeiras por questões de segurança e conforto para poder competir nos campeonatos profissionais de Portugal.

Ciente dos 100 anos de vida desta infraestrutura desportiva, Luís Silva, diretor responsável pelas obras e infraestruturas, anunciou que o Torreense tem vindo desde 2023 a estudar formas, ainda que conceptualmente, de renovar e expandir o estádio que permitam ao clube poder aspirar a subida à primeira divisão.